# Фругони, Орацио
Ора́цио Фруго́ни (итал. Orazio Frugoni; 28 января 1921, Давос — 16 апреля 1997, Четона) — итальянский пианист.
Окончил Миланскую консерваторию (1939), ученик Гаспаре Скудери. Затем продолжил образование в Академии Киджи под руководством Альфредо Казеллы. В 1943 году бежал из Италии в Швейцарию, совершенствовался как исполнитель в Женевской консерватории у Дину Липатти.
В 1945 году уехал в США, где в 1947 году начал концертную деятельность. Гастролировал по всему миру как солист, одновременно в 1952—1967 гг. преподавал в Истменовской школе музыки. В 1967 году вернулся в Италию, с 1972 г. преподавал во Флорентийской консерватории. Входил в жюри многочисленных пианистических конкурсов.
Специалист преимущественно по романтическому репертуару. Много записывался начиная с 1950 года. Участник первой записи юношеского концерта для двух фортепиано с оркестром Феликса Мендельсона (1952, вместе с Аннарозой Таддеи и Венским симфоническим оркестром под управлением Рудольфа Моральта); среди других записей Фругони — сонаты Людвига ван Бетховена и Ференца Листа, концерты Камиля Сен-Санса, Эдуара Лало, Сергея Рахманинова и др.
Женился в Женеве на немецкой студентке Марианне Вильмерсдёрфер (1920—2014); их дочь Коринна Фругони — американский врач.